# Nahal Hemar
La cova de Nahal Hemar és un jaciment arqueològic situat a Israel. Es troba en un penya-segat del desert de Judea prop de la mar Morta i just al nord-oest de les Muntanyes Sodoma.

## Descripció
Les excavacions van descobrir un dels conjunts materials del Neolític preceràmic més conspicus que s'han trobat mai al Llevant. La troballa va consistir en estris de fusta, fragments de cistelles i conjunts de guix. Aquest guix de calç va ser una de les primeres alteracions químiques fetes intencionadament on els fabricants tenien un control total sobre les propietats. La presència del guix s'ha considerat de gran importància per l'esforç que cal per a realitzar-lo i aplicacar-lo.

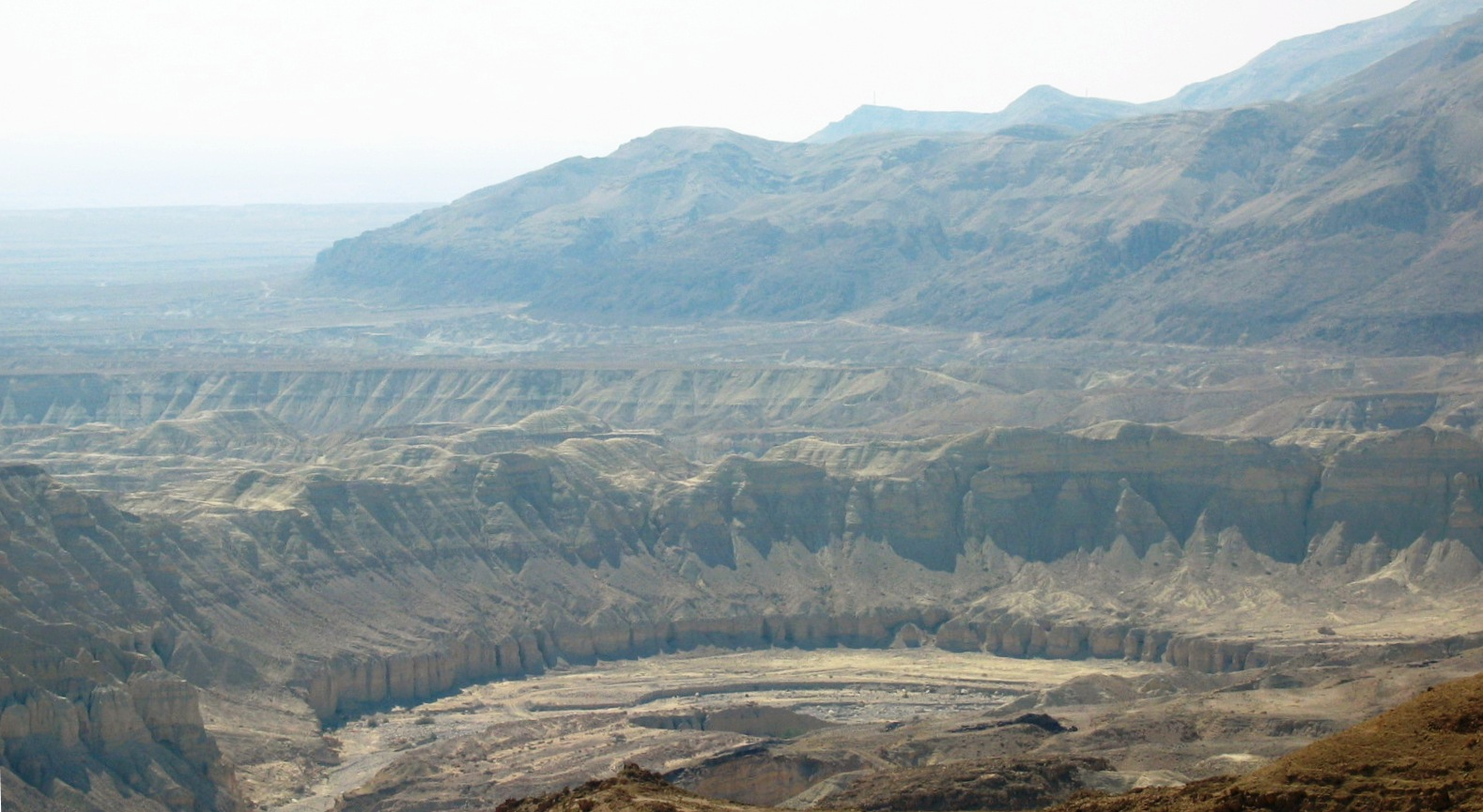
Canyó del rierol d'Hemar, situat al desert de Judea.

Emtre els objectes trobats a la cova hi ha cistelles de corda, teles, xarxes, puntes de fletxa de fusta, estris d'os i sílex, incloent-hi una falç i espàtules de teixit, i calaveres humanes decorades. També hi havia màscares cerimonials, similars a d'altres màscares neolítiques trobades dins d'un radi de 50 km al desert i les muntanyes de Judea, i els inusuals "ganivets Nahal Hemar".
La troballa va aparèixer coberta amb el que es pensava que era asfalt de projectes de construcció propers. Anàlisis més detallades van revelar que, de fet, era una cola antiga que datava de fa uns 8310-8110 anys. Era a base de col·lagen, possiblement derivada de pells d'animals i podria haver servit per impermeabilitzar els objectes o com a adhesiu. Anteriorment es va identificar una cola similar a Egipte, però la que es va trobar a Nahal Hemar tenia el doble d'antiguitat.

## El mètode d'examen dels conjunts de guix
L'examen dels objectes de Nahal Hemar va incloure va oferir els següents resultats:
Perles: totes menys una es van produir a partir d'una barreja de calç cremada i cristalls de calcita. L'única perla sense aquesta barreja tenia un cristall d'anhidrita que també apareixia dins de la calç cremada (indicat per les anàlisis TSPA i ICP-AES). El tret més important és que totes les perles són continguts densos de cristalls de calcita.

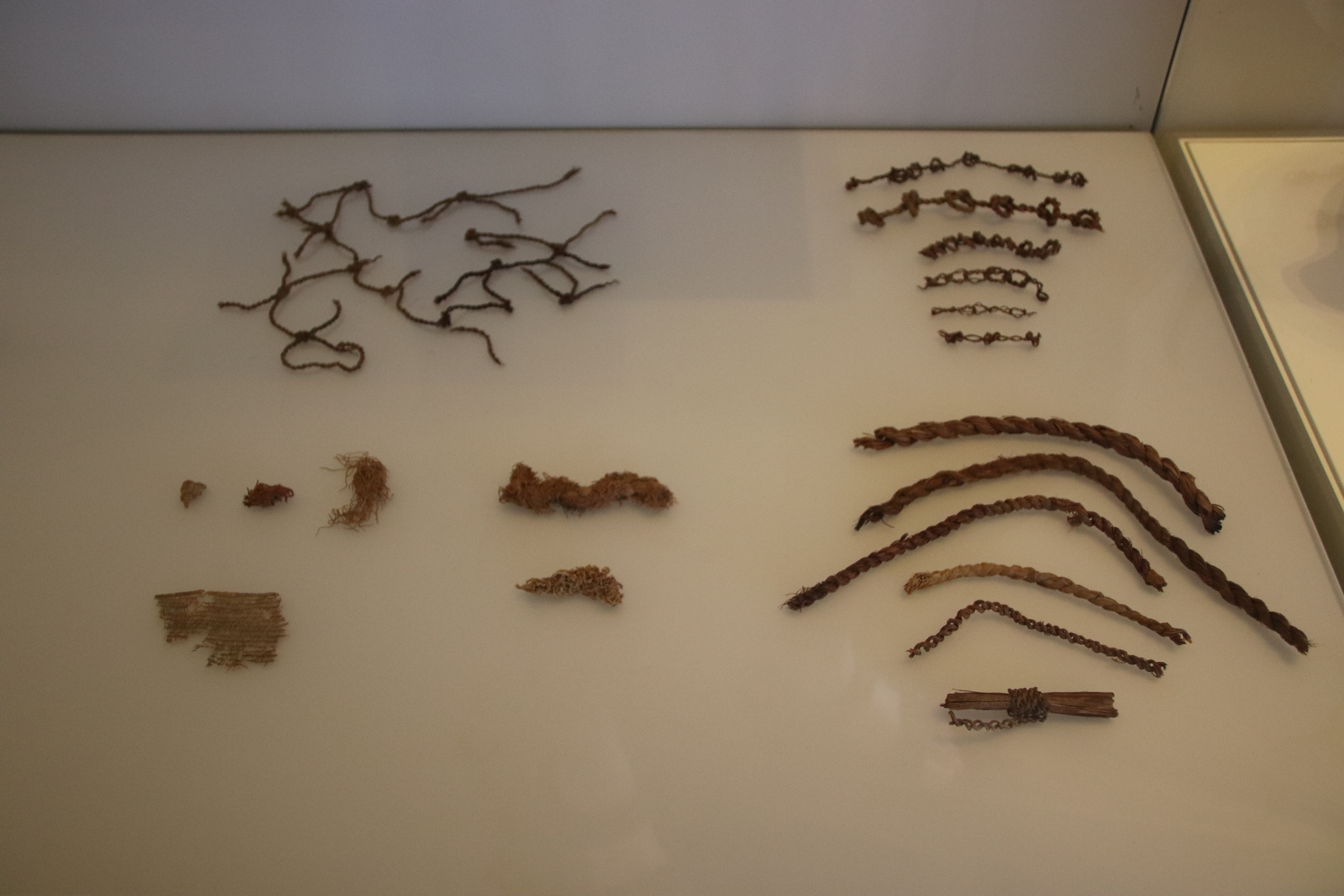
Restes de teixit trobats a nahal Hemar.

Es pot concloure que probablement les perles es van fer totes al mateix lloc i pel mateix motiu, i que totes tenien el mateix ús. Totes les perles es van fer amb la mateixa tècnica, vivible en la seva mineralogia i química. Com que les perles estaven tan estretament relacionades, sembla probable que totes es fessin amb el mateix propòsit. Se suposa que s'utilitzaven com a parts de peces de vestir o per a vestits d'esdeveniment específic.
Estàtues: les estàtues no tenen la mateixa homogeneïtat, en comparació amb les perles i les cistelles. Les estàtues varien molt en la seva tecnologia i composicions. Es poden dividir en quatre categories, aparentment diferents segons la seva composició. Això indica el fet que probablement es van construir en diferents llocs, possiblement a la riba del Mediterrani, i es van portar fins a Nahal Hemar en el seu estat actual. Segurament van patir poques modificacions un cop van arribar a Nehal Hemar. Es creu que les estàtues s'utilitzaven per a cerimònies o activitats rituals. Les diferents estàtues tenen símbols diferents.

## Lloc màgic

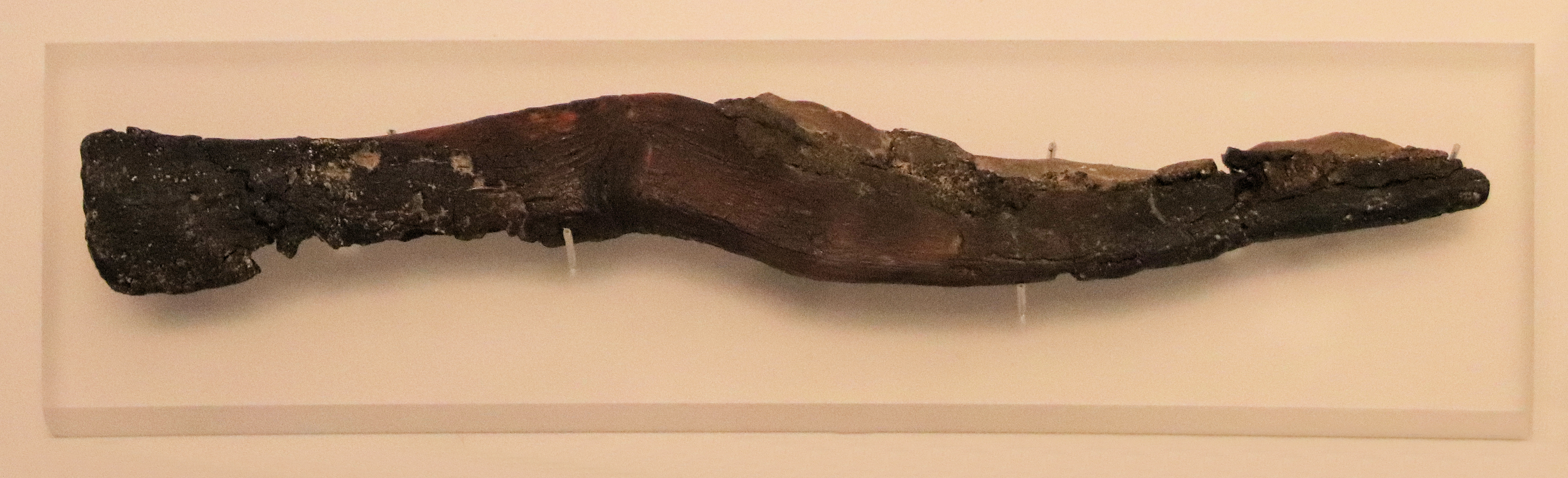
Falç.

S'ha proposat que Nahal Hemar, amb les seves mides limitades, hagués estat un centre per a cerimònies religioses o màgiques, potser com a part d'un culte als avantpassats, com ho indiquen les calaveres decorades i les màscares de pedra calcària tallades. Els assistents potser portaven les màscares per honorar els morts. Altres objectes del jaciment, com ara les peces parcials i les figuretes d'animals i antropoides, han reforçat la noció que Nahal Hemar s'hauria utilitzat per a finalitats màgiques.